# Litoria spenceri
Litoria spenceri је водоземац из реда жаба и фамилије Hylidae.

## Угроженост
Ова врста је крајње угрожена и у великој опасности од изумирања. Основни разлог изумирања је губитак станишта.

## Распрострањење
Аустралија је једино познато природно станиште врсте.
Популација ове врсте се смањује, судећи по расположивим подацима.

## Станиште
Станишта врсте су шуме, речни екосистеми и слатководна подручја.